# 新潟地方裁判所
新潟地方裁判所（にいがたちほうさいばんしょ）は、新潟県新潟市にある日本の地方裁判所の一つで、新潟県を管轄している。略称は、新潟地裁（にいがたちさい）。
新潟県を管轄しており、新潟地方裁判所には新潟市中央区に置かれている本庁のほか、三条市、新発田市、長岡市、高田（上越市）、佐渡市の5市に地方裁判所と家庭裁判所の支部を設置しているほか、前述の6箇所にくわえ新津（新潟市秋葉区）、村上市、十日町市、柏崎市、南魚沼市、糸魚川市の6箇所を加えた12箇所に簡易裁判所を設置している。また新潟、新発田、長岡、高田、佐渡の5つの検察審査会も設置されている。

## 所在地
- 本庁：新潟県新潟市中央区学校町通1-1　北緯37度54分59.7秒 東経139度2分19.7秒 / 北緯37.916583度 東経139.038806度
JR新潟駅 万代口からBRT萬代橋ライン乗車13分 市役所前下車徒歩4分
- 三条支部：新潟県三条市東3条2丁目2-2　北緯37度37分50.2秒 東経138度58分28.4秒 / 北緯37.630611度 東経138.974556度
JR信越線, 弥彦線 東三条駅から徒歩3分
- 新発田支部：新潟県新発田市中央町4丁目3-27　北緯37度56分59.3秒 東経139度19分39.9秒 / 北緯37.949806度 東経139.327750度
JR羽越線, 白新線 新発田駅から徒歩15分
- 長岡支部：新潟県長岡市三和三丁目9-28　北緯37度26分3.8秒 東経138度50分21.2秒 / 北緯37.434389度 東経138.839222度
上越新幹線, 信越線, 上越線 長岡駅 大手口10番線からバス乗車 市立劇場下車徒歩2分
- 高田支部：新潟県上越市大手町1-26　北緯37度6分34.5秒 東経138度14分44.9秒 / 北緯37.109583度 東経138.245806度
えちごトキめき鉄道 高田駅から徒歩10分
- 佐渡支部：新潟県佐渡市中原356-2　北緯38度0分13秒 東経138度19分9.1秒 / 北緯38.00361度 東経138.319194度
新潟交通佐渡 佐和田バスステーションから徒歩7分

## 管轄区域
本庁
- 新潟市、燕市（旧西蒲原郡吉田町）、五泉市、西蒲原郡弥彦村、東蒲原郡阿賀町

三条支部
- 三条市、加茂市、燕市（旧西蒲原郡吉田町を除く）、南蒲原郡田上町

新発田支部
- 新発田市、阿賀野市、胎内市、北蒲原郡聖籠町、村上市、岩船郡関川村、粟島浦村

佐渡支部
- 佐渡市

長岡支部
- 長岡市、小千谷市、見附市、魚沼市、三島郡出雲崎町、十日町市（旧東頸城郡松代町、松之山町を除く）、中魚沼郡津南町、柏崎市、刈羽郡刈羽村、南魚沼市、南魚沼郡湯沢町

高田支部
- 上越市、妙高市、糸魚川市、十日町市（旧東頸城郡松代町、松之山町）

※ただし、行政事件、三条・新発田・佐渡の各支部の合議事件、新発田支部管内の執行事件（不動産競売）、三条支部管内の少年事件は本庁でそれぞれ取り扱う。

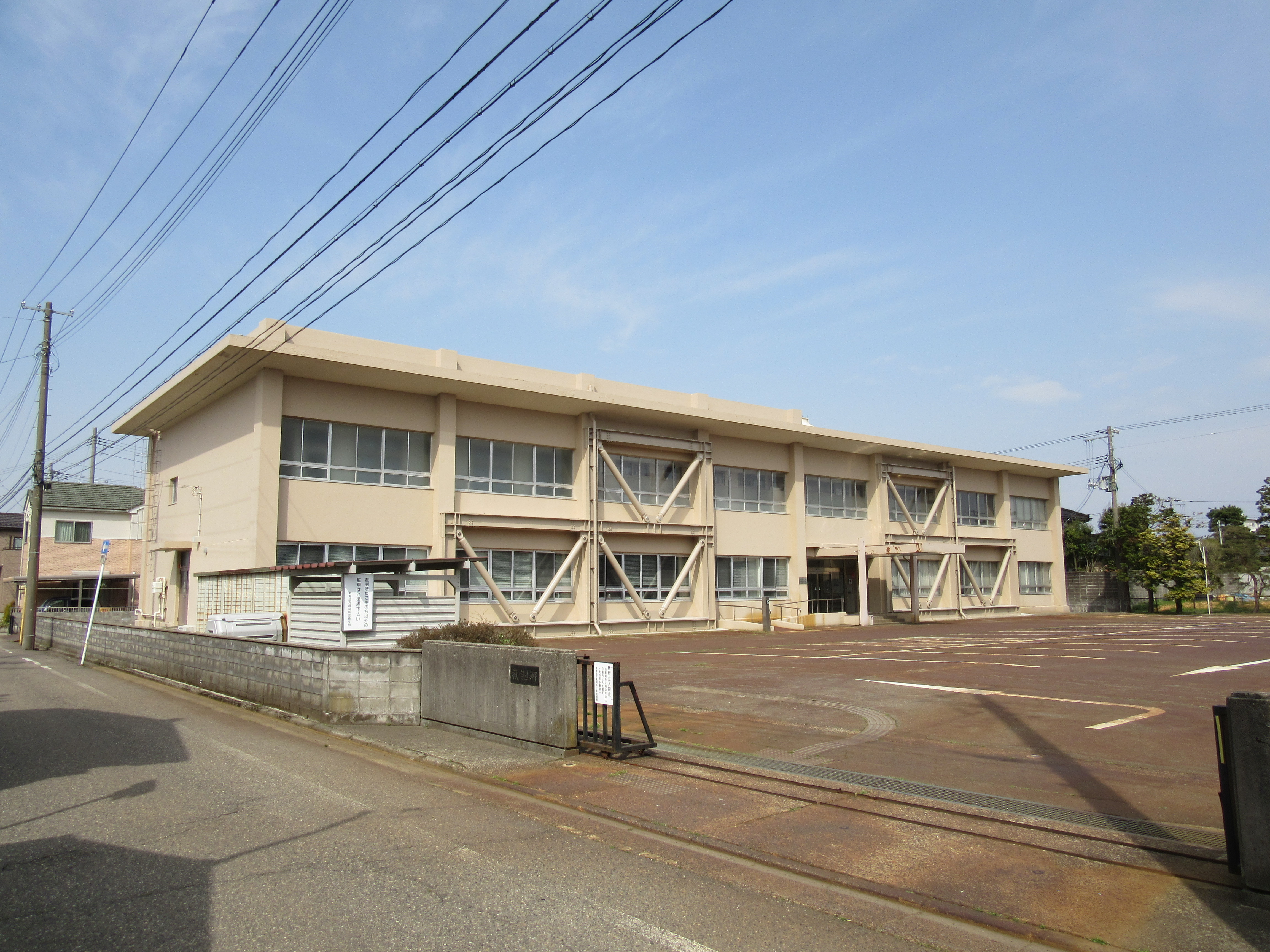
三条支部
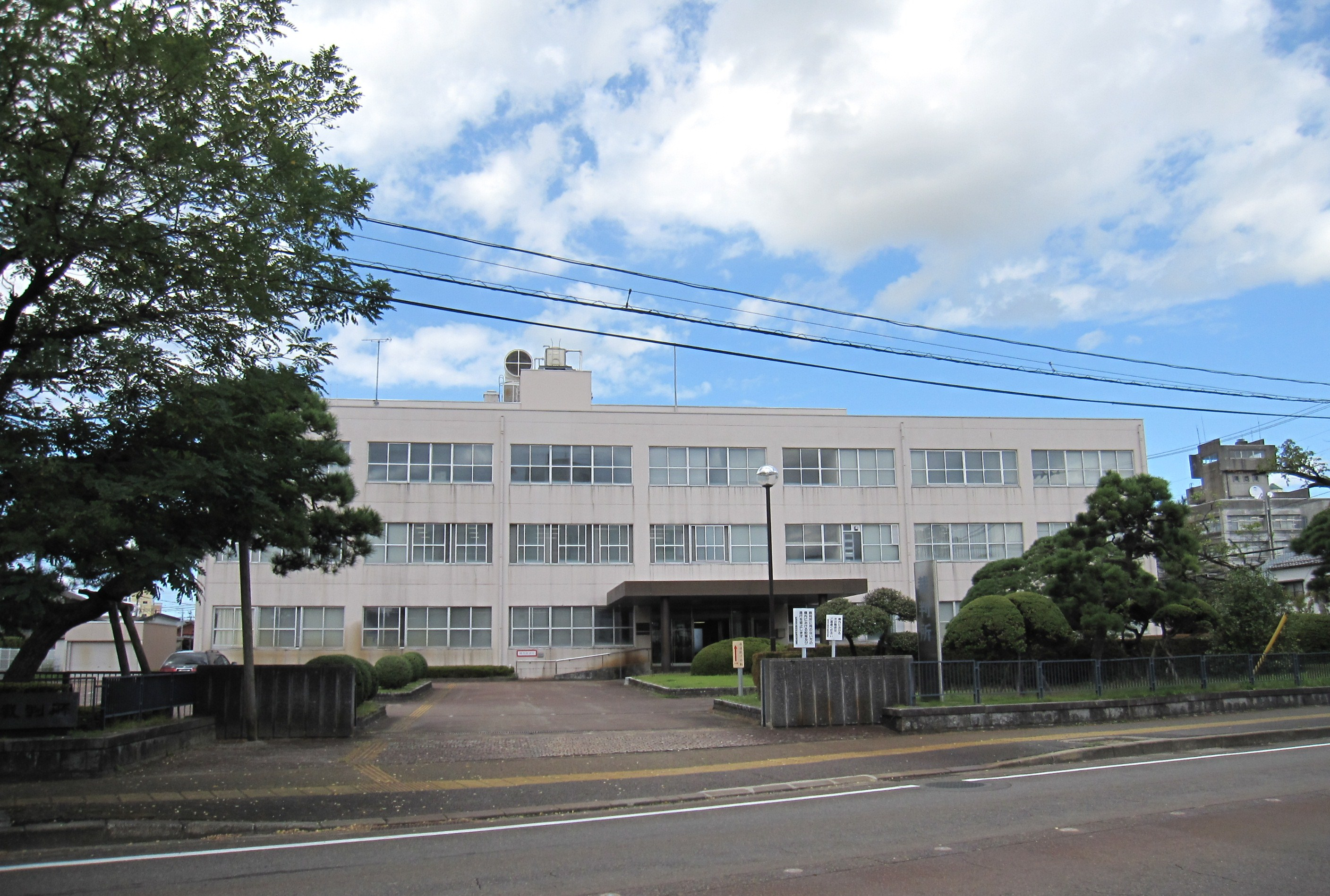
新発田支部
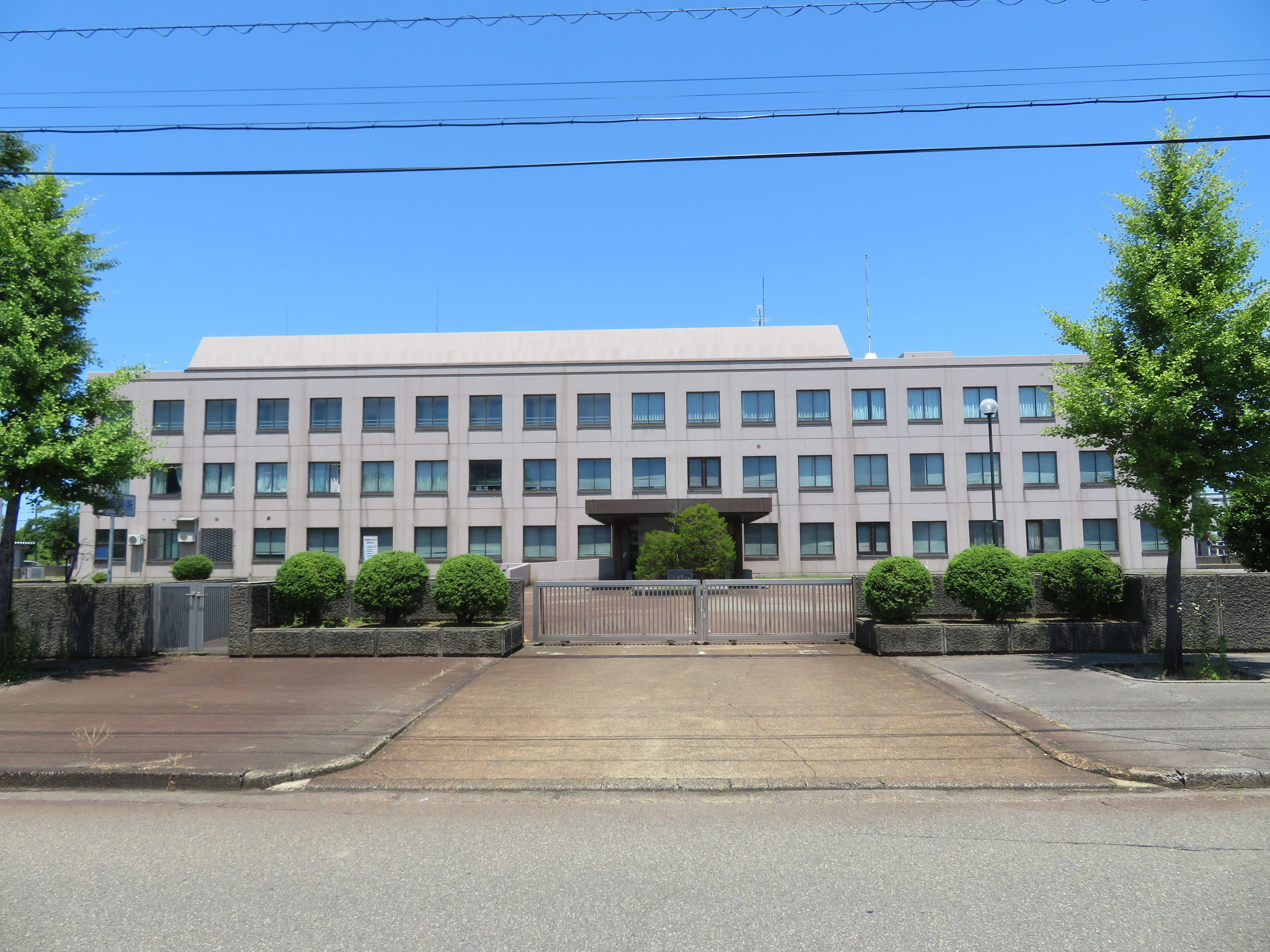
長岡支部
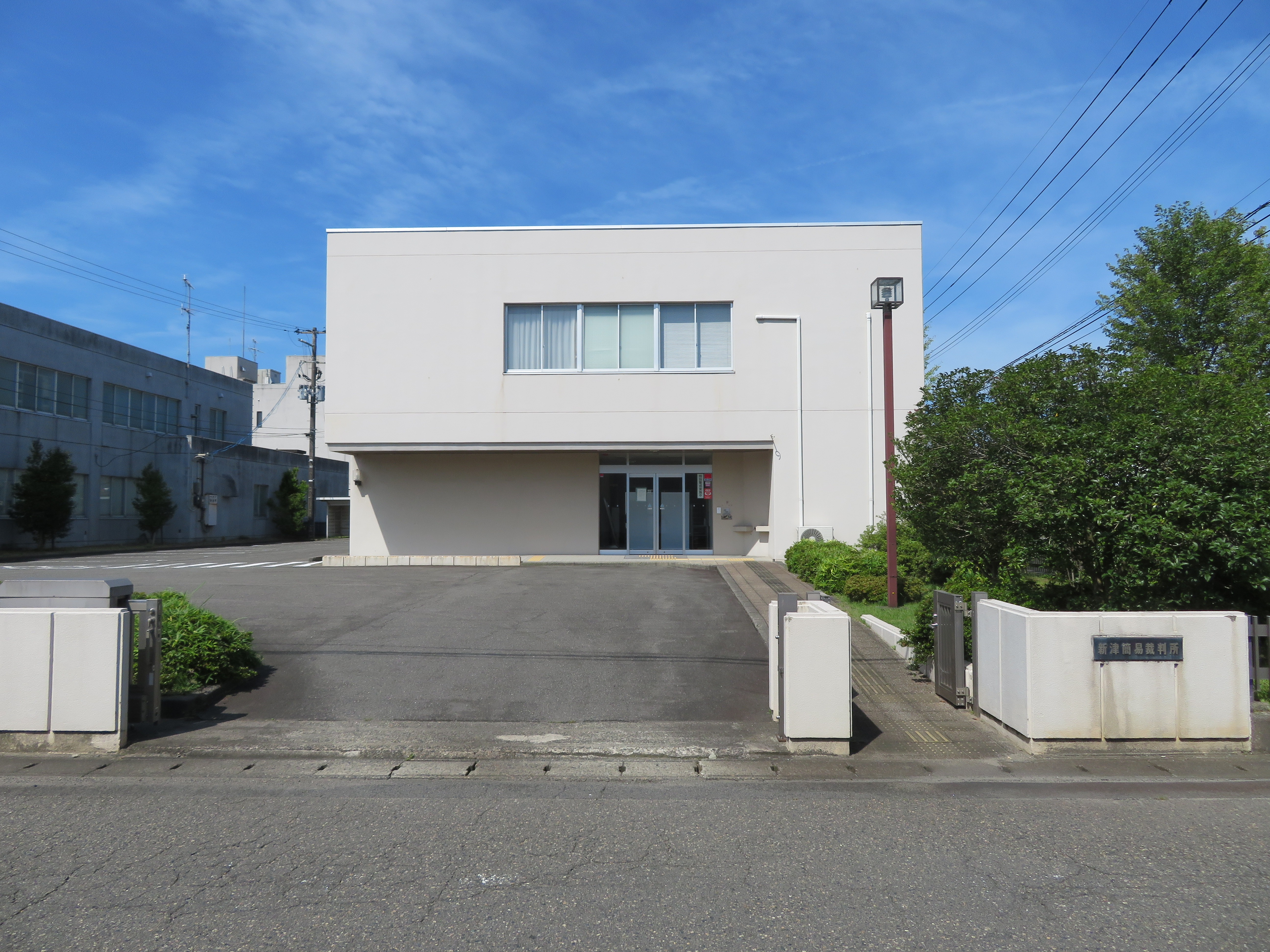
新津簡易裁判所

## 歴代所長
（カッコ内は在任期間、異動先）
- 佐藤歳二（1996年 - 1997年 司法研修所上席教官）
- 瀬戸正義（1998年9月 - 1999年11月 東京高等裁判所部総括判事）
- 中川武隆（1999年11月 - 2001年3月31日 東京高等裁判所部総括判事）
- 須田贒（2001年4月 - 2002年6月 東京高等裁判所部総括判事）
- 植村立郎（2002年6月 - 2004年4月 東京高等裁判所部総括判事）
- 宗宮英俊（2004年4月 - 2005年9月 東京高等裁判所部総括判事）
- 加藤新太郎（2005年9月 - 2007年5月 水戸地方裁判所長）
- 奥田隆文（2007年5月 - 2009年6月 東京高等裁判所部総括判事）
- 設楽隆一（2009年6月 - 2011年2月　東京高等裁判所部総括判事）
- 角田正紀（2011年2月 - 2012年10月 東京高等裁判所部総括判事）
- 青柳勤（2012年10月 - 2014年3月 東京高等裁判所部総括判事）
- 青野洋士（2014年3月 - 2015年4月 東京高等裁判所部総括判事）
- 都築政則（2015年4月 - 2017年1月 東京高等裁判所部総括判事[1]）
- 足立哲（2017年1月 - 2018年8月 東京高等裁判所部総括判事[2]）
- 大野勝則（2018年8月 - 2020年6月 東京高等裁判所部総括判事[3]）
- 小林宏司（2020年6月 - 2022年6月 東京高等裁判所部総括判事[4]）
- 蓮井俊治（2022年6月 - 2024年5月24日 定年退官[5]）
- 松村徹（2024年5月24日 -

## 不祥事
- 2014年6月27日、新潟地裁勾留質問室で勾留質問を受けていた被疑者が逃走した。警察官が追跡し、約5分後に身柄を確保、逃走の現行犯で逮捕した。新潟地裁の青野洋士所長は、「近隣住民などに不安を与え、おわびする。今後このようなことがないよう早急に対策を取る。」とコメントした。
- 2021年6月7日、新潟地裁で開かれた裁判員裁判で、男性裁判官1人が居眠りをした。新潟地裁の小林宏司所長は「誠に遺憾。今後こうしたことがないよう周知を徹底したい。」とコメントした。